# تانیا ویسنت
تانیا ویسنت (انگلیسی: Tania Vicent؛ زادهٔ ۱۳ ژانویهٔ ۱۹۷۶) اسکیت‌باز سرعت اهل کانادا است.